# Devil Anse Hatfield

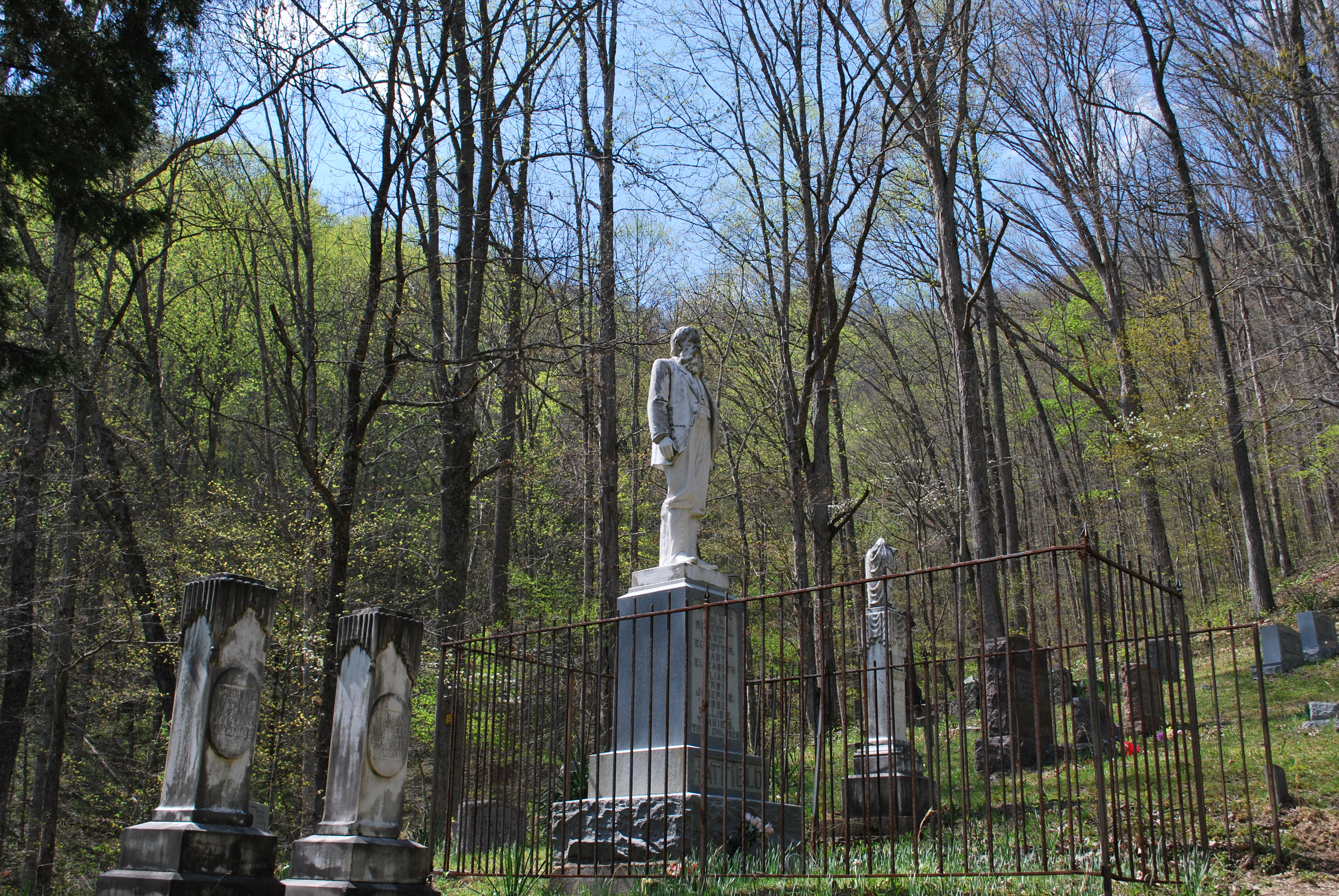
Tumba de Devil Anse, en el cementerio de la familia Hatfield en Sarah Ann, condado de Logan, Virginia Occidental.

William Anderson «Devil Anse» Hatfield (9 de septiembre de 1839 - 6 de enero de 1921) fue el líder de la familia Hatfield durante el conflicto entre los Hatfield y los McCoy que desde entonces ha formado parte del folclore estadounidense. «Devil Anse» sobrevivió al conflicto y acordó ponerle término en 1891.

## Biografía

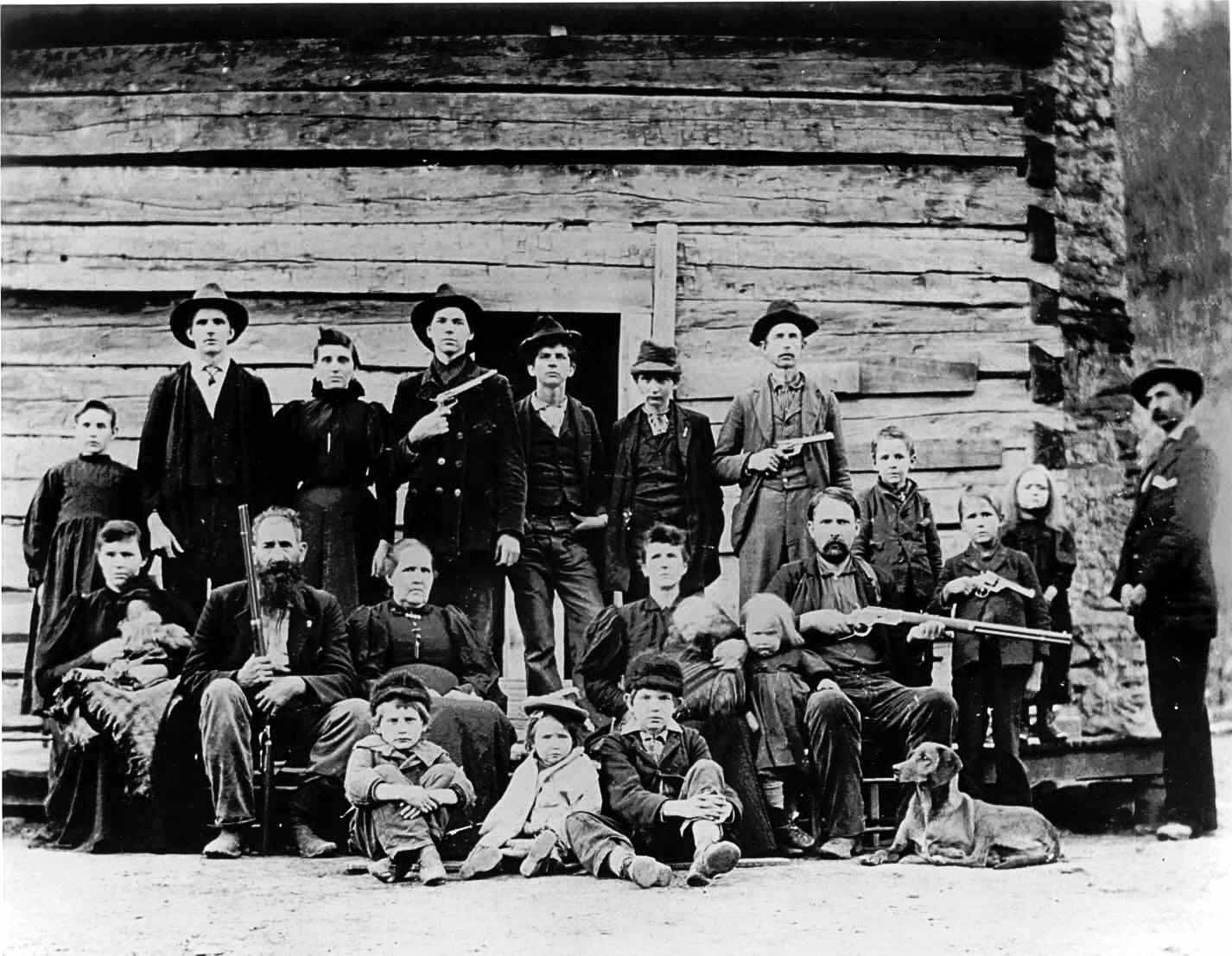
El clan Hatfield en 1897. William Anderson Hatfield es el segundo desde la izquierda, en la fila del medio.

Hatfield nació en Logan, Virginia (actual Virginia Occidental). Sus padres fueron Ephraim Hatfield, de ascendencia inglesa, y Nancy Vance, de ascendencia irlandesa del Úlster. Se integró a una congregación de la Iglesia de Cristo en Virginia Occidental. Se dedicó a la industria maderera, con la que logró importantes ingresos para su extensa familia.
Existen varias versiones sobre el origen de su seudónimo «Devil Anse». Algunas se lo atribuyen a su madre o a Randolph McCoy, otras a que lo ganó por su valentía durante la Guerra de Secesión o al contraste con la personalidad más tranquila de su primo Anderson «Preacher Anse» Hatfield.
Se casó con Levisa «Levicy» Chafin (20 de diciembre de 1842 - 15 de marzo de 1929), hija de Nathaniel Chafin y Matilda Varney, el 18 de abril de 1861 en el condado de Logan. Sus trece hijos fueron:
- Johnson «Johnse» Hatfield (1862 - 1939)
- William Anderson «Cap» Hatfield (1864 - 1930)
- Robert E. Lee Hatfield (1866 - 1931)
- Nancy Hatfield (1869-?)
- Elliott Rutherford Hatfield (1872 - 1932)
- Mary Hatfield Hensley Simpkins Howes (1874 - 1963)
- Elizabeth «Betty» Hatfield Caldwell (1876 - 1962)
- Elias M. Hatfield (1878 - 1911)
- Detroit W. «Troy» Hatfield (1881 - 1911)
- Joseph Davis Hatfield (1883 - 1963)
- Rose Lee «Rosie» Hatfield Browning (1885 - 1965)
- Emmanuel Wilson «Willis» Hatfield (1888 - 1978)
- Tennyson Samuel «Tennis» Hatfield (1890 - 1953)

Como simpatizante de la causa sureña, Hatfield formó una unidad guerrillera confederada durante la guerra civil que fue conocida como los «Logan Wildcats». En 1865 se lo consideró sospechoso de estar involucrado en el asesinato de su rival Asa Harmon McCoy, quien combatió en el Ejército de la Unión y fue emboscado por los Wildcats en su regreso a casa. Hatfield estaba convaleciente por enfermedad al momento del crimen, que habría sido cometido por su tío Jim Vance, aunque nunca fue determinado por la justicia. Este fue el primer episodio que desató el enfrentamiento entre ambas familias y que se prolongó por décadas, provocando varias muertes.
Hatfield falleció el jueves 6 de enero de 1921 en Stirrat, condado de Logan, Virginia Occidental, a los 81 años, de neumonía, en su hogar cerca de Island Creek (Virginia Occidental). Está sepultado en el cementerio de la familia Hatfield sobre la ruta 44 en el condado de Logan. Sobre su tumba se colocó su estatua de tamaño natural, hecha en mármol italiano. «Levicy» sobrevivió ocho años a su esposo.